# Nemurenu yoru ni tsukamaete
Nemurenu yoru ni tsukamaete (jap. 眠れぬ夜につかまえて) – piąty singel japońskiej piosenkarki Yukari Tamury, wydany 3 października 2003 roku. Utwór tytułowy wykorzystano w rozpoczęciach programu radiowego Tamura Yukari no Kuro Usagi no Kobeya (jap. 田村ゆかりの黒うさぎの小部屋). Singel sprzedał się w nakładzie 3 961 egzemplarzy.

## Lista utworów
| Nr | Tytuł                                                     | Słowa            | Kompozycja       | Aranżacja       | Czas |
| -- | --------------------------------------------------------- | ---------------- | ---------------- | --------------- | ---- |
| 1. | "Nemurenu yoru ni tsukamaete" (jap. 眠れぬ夜につかまえて) | Manami Fujino    | Tsugumi Kataoka  | Tsugumi Kataoka | 4:25 |
| 2. | "Kimi e" (jap. 君へ)                                      | Akiko Inoue      | Takuya Watanabe  | Takuya Watanabe | 4:02 |
| 3. | "Osanpo shiyouyo" (jap. お散歩しようよ)                   | Ritsuko Miyajima | Ritsuko Miyajima | Shinya Naitō    | 3:48 |